# アブディール級敷設巡洋艦
| アブディール級敷設巡洋艦   | アブディール級敷設巡洋艦 |
| -------------------------- | --- |
| 敷設巡洋艦「アブディール」 | |
| 敷設巡洋艦「アリアドニ」   | |
| 艦級概観                   | |
| 艦種                       | 敷設巡洋艦 |
| 艦名                       | |
| 前級                       | アドヴェンチャー |
| 次級                       | - |
| 性能諸元                   | |
| 排水量                     | 基準 前期型：2,650トン 後期型：2,955トン 満載 前期型：3,640トン 後期型：3,880トン |
| 全長                       | 127.4 m |
| 水線長                     | 122.0 m |
| 全幅                       | 12.2 m |
| 吃水                       | 4.3 m |
| 機関                       | アドミラルティー式重油専焼三胴型水管缶6基 +パーソンズ式ギヤード・タービン2基2軸推進 |
| 最大 出力                  | 72,000hp |
| 最大 速力                  | 36.0ノット |
| 航続 距離                  | 前期型：15ノット/4,200海里 後期型：15ノット/4,600海里 |
| 燃料                       | 重油 前期型：460トン 後期型：800トン |
| 乗員                       | 前期型：236名 後期型：257名 |
| 兵装                       | 前期型：アームストロング Mark XVI 10.2 cm（45口径）連装高角砲3基 ヴィッカーズ Mk VIII 4 cm（39口径）四連装機関砲1基 機雷150-156個 爆雷15個 後期型：アームストロング Mark XVI 10.2 cm（45口径）連装高角砲2基 ボフォース 4cm（56口径）連装機関砲2基 エリコン 2 cm（76口径）単装機銃12基 機雷150-156個 爆雷15個 |
| 装甲                       | 舷側：50 mm（機関区のみ） 甲板：25mm（機関区のみ） |

アブディール級敷設巡洋艦 (Abdiel class minelayer) はイギリス海軍が建造した機雷敷設用の巡洋艦の艦級である。本級は1938年・1939年度計画で4隻、1941年度計画で追加2隻の計6隻が建造・就役し、第二次世界大戦にて3隻が戦没した。

## 概要
攻勢的に機雷を敵地に投下するために高速型の敷設艦として設計された。前級「アドヴェンチャー」の半分程度の機雷投下数に抑えられた代わりに、前型では速力28ノットであったが本級において駆逐艦並みの速力39.8ノットを発揮できるよう設計されたが実際は前期型が36ノット・後期型は35ノット程度で計画速力に達しなかった。艦形は小型で、防御は機関区のみに対駆逐艦の主砲程度の対弾防御程度に抑えられ、主砲も駆逐艦と変わらない10.2cm砲6門に抑えられた。後期型2隻は主砲1基を撤去した代わりに対空火器の強化と燃料搭載量を増やして航続性能を向上させた。本級は持ち前の高速能力と機雷搭載スペースを活かして前線での輸送任務にも活用された。

## 艦形について

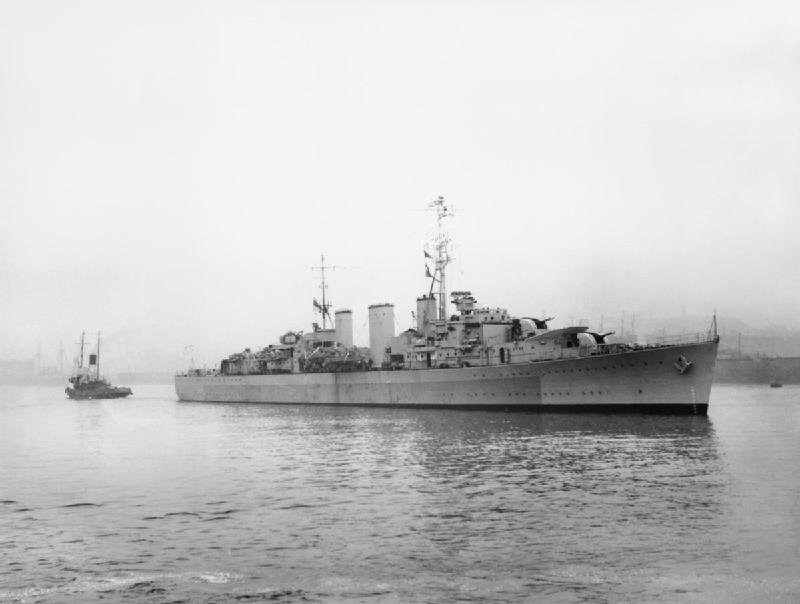
前期型である「マンクスマン」。

本級の船体形状は典型的な平甲板型船体で、乾舷は高いが全く傾斜の無い艦首甲板上に「10.2cm（45口径）高角砲」を防楯の付いた連装砲架で背負い式配置で2基、2番砲の基部から上部構造物が始まり、その上に箱型の操舵艦橋と簡素な三脚型の前部マストが立つ。船体中央部には3本煙突が立ち、カウンティ級重巡洋艦のように2番煙突のみ太かった。後部見張所を基部として三脚型の後部マストと後ろ向きで4cm四連装ポンポン砲1基が配置し、後部甲板上に3番主砲が1基配置された。機雷は艦尾甲板上に片舷1基ずつ設けられたクレーンにより積み込まれ、甲板上の4つのハッチから船体内に設けられた機雷搭載スペースに搭載された。投下時は中甲板上に片舷1基ずつの投下軌条計2基を備え、艦尾に片舷1基ずつ扉の付いた投下口から運用された。
後期グループは外観上の違いでは主砲は前後に1基ずつとなり、2番主砲のあった箇所にはボフォース4cm連装機関砲1基を搭載した。また、後部マストは三脚型から簡素な単脚型となり位置を3番煙突の後部に移動されたのが識別点である。

### 主砲、その他備砲について

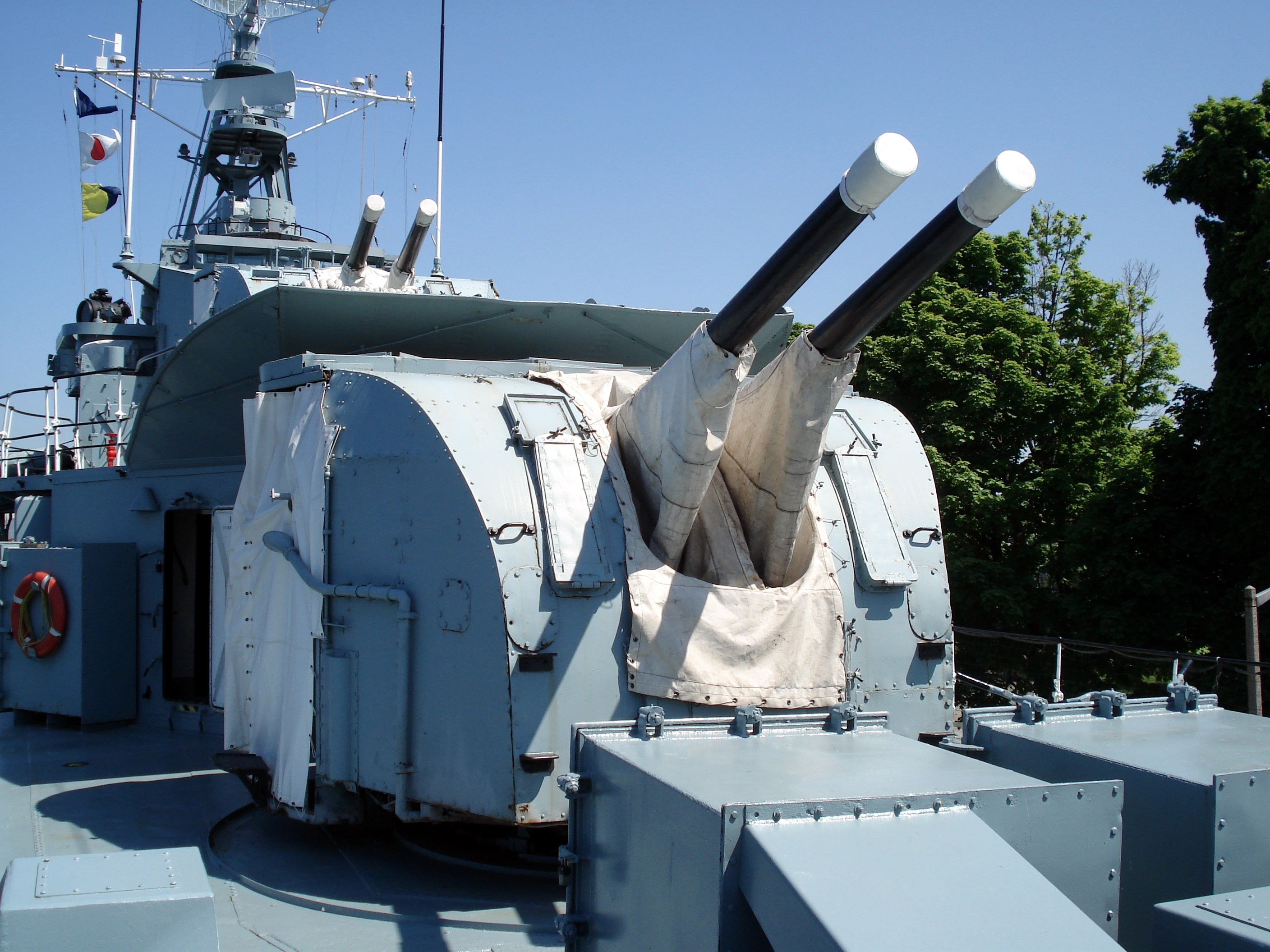
写真は本級にも搭載された「Mark XVI 10.2cm（45口径）連装高角砲。」

本級の高角砲は「Mark XVI 10.2cm（45口径）高角砲」を採用している。15.9kgの砲弾を仰角45度で射程18,150m、最大仰角80度で射高11,890mまで到達させることができた。砲架は左右方向に170度旋回でき、俯仰は仰角80度、俯角10度で発射速度は毎分15発だった。これを連装砲架で前期型は3基6門、後期型は2基4門搭載した。
他に近接火器として「ヴィッカーズ Mk VIII 4 cm（39口径）ポムポム砲(pom-pom gun)」を採用した。その性能は0.37kgの砲弾を仰角45度で4,570m、最大仰角で730mまで届かせる能力があった。これを四連装砲架で1基を搭載した。砲架の俯仰能力は仰角80度・俯角10度である。旋回は360度可能だが実際は上部構造物により射界を制限された。発射速度はカタログデータでは毎分450発である。

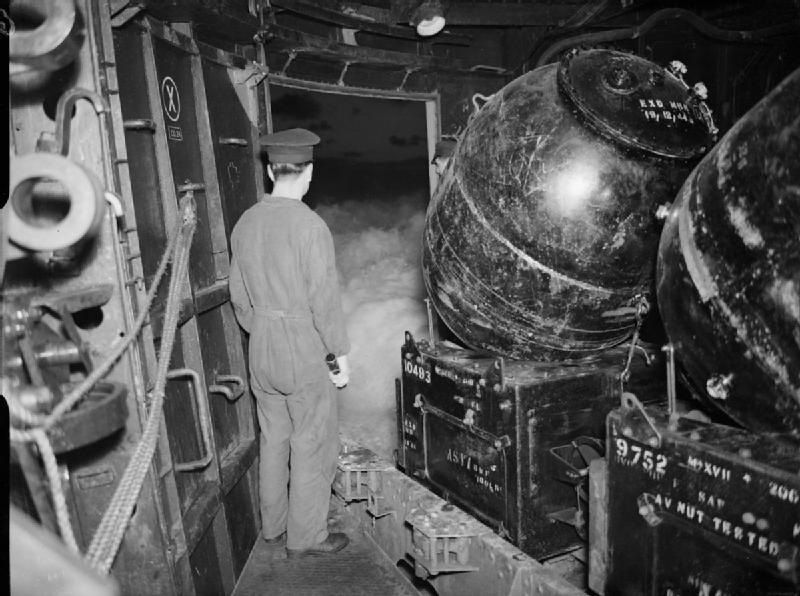
「アポロ」の艦内の機雷投下口。

しかし、第二次世界大戦の戦訓からこの程度の対空火力では不足とされ、10.2m連装高角砲1基とポンポン砲を減じ、替わりにスウェーデンのボフォース社が開発した「ボフォース 4cm（56口径）機関砲」を採用した。この砲は重量0.89kgの機関砲弾を最大7,160m先まで飛ばす事が出来た。これを連装砲架で2基装備した。他にスイスの兵器メーカーエリコン社製「エリコン Mark I 2cm（76口径）機関砲」を単装砲架で12基搭載した。その性能は重量0.123㎏の弾丸を仰角45度で射程4,389m、最大射高3,048mまで到達させるものであった。砲架の仰俯角度は仰角85度・俯角5度で360度旋回可能であったが、実際は上部構造物に射界を制限された。発射速度は毎分250発であった。

## 同型艦
- 前期グループ（1938年度計画艦群）
  - アブディール（HMS Abdiel M38）
  - ラトナ（HMS Latona M76）
  - マンクスマン（HMS Manxman M70）
  - ウェルシュマン（HMS Welshman M48）

- 後期グループ（戦時緊急計画艦群）
  - アリアドニ（HMS Ariadne）
  - アポロ（HMS Apollo）

## 参考図書
- 「世界の艦船増刊第46集　イギリス巡洋艦史」(海人社)
- 「世界の艦船 2010年1月増刊号 近代巡洋艦史」（海人社）